# Benjamin Franklin Baker
Benjamin Franklin Baker (* 10. Juli 1811 in Wenham, Massachusetts; † 11. März 1889 in Boston, Massachusetts) war ein US-amerikanischer Komponist.

## Leben und Werk
Baker leitete Chöre und unterrichtete Musik in Salem (Massachusetts). Nach einer Konzerttournee ließ er sich in Bangor (Maine) als Geschäftsmann nieder. 1837 zog er nach Boston, wo er seit 1841 als Nachfolger von Lowell Mason Musiklehrer der öffentlichen Schulen war. 1851 gründete er eine eigene Musikschule, an der er die Vokalklassen leitete. 
Baker komponierte drei Kantaten (Der Sturmkönig, Das brennende Schiff und Camillus, der römische Eroberer), Glees und Anthems.